# Markus Hurme
Markus Mikael Hurme (Vantaa, 1 de enero de 1978) es un deportista finlandés que compitió en snowboard, especialista en la prueba de halfpipe.
Ganó dos medallas en el Campeonato Mundial de Snowboard, plata en 1997 y bronce en 2001.

## Medallero internacional
| Campeonato Mundial | Campeonato Mundial            | Campeonato Mundial | Campeonato Mundial |
| Año                | Lugar                         | Medalla            | Competición        |
| ------------------ | ----------------------------- | ------------------ | ------------------ |
| 1997               | San Candido (Italia)          | Medalla de plata   | Halfpipe           |
| 2001               | Madonna di Campiglio (Italia) | Medalla de bronce  | Halfpipe           |